# خوليو سيزار راميريز
خوليو سيزار راميريز (بالإسبانية: Julio César Ramírez)‏ هو لاعب كرة قدم أوروغواني في مركز الدفاع، ولد في 30 أبريل 1974 في مونتفيدو في الأوروغواي. لعب مع أتليتيكو بروغريسو ‏.

## وصلات خارجية
- خوليو سيزار راميريز على موقع قاعدة بيانات كرة القدم.إي يو (الإنجليزية)